# Умьот (смт)
Умьо́т (рос. Умёт, ерз. Умет) — селище міського типу у складі Зубово-Полянського району Мордовії, Росія. Адміністративний центр Умьотського міського поселення.
Населення — 2822 особи (2010; 3005 у 2002).